# Erich Naumann (Chemiker)
Erich Naumann (* 11. März 1900 in Schleusenau, Kreis Bromberg; † 30. Dezember 1983 in Darmstadt) war ein deutscher Chemiker.

## Leben und Wirken
Naumann studierte Chemie in Tübingen und Berlin und bestand 1923 das chemische Verbandsexamen. 1926 promovierte er an der Universität Gießen bei Karl Schaum zum Dr. phil., weil damals Chemie an den Philosophischen Fakultäten gelehrt wurde. Ab Juni 1926 arbeitete er in der Preußischen Landesanstalt für Wasser-, Boden- und Lufthygiene (WaBoLu) in Berlin-Dahlem und widmete sich dort vor allem wasserbezogenen Fragen und der Abfallbeseitigung.
Nach der Machtübergabe an die Nationalsozialisten wurde Naumann Wissenschaftlicher Hilfsarbeiter und trat zum 1. Mai 1933 in die NSDAP ein (Mitgliedsnummer 2.634.177); „von den 45 Wissenschaftlern waren 21 Mitglied in der NSDAP, davon 17 im Beamtenverhältnis“.  Naumanns Arbeitgeber erhielt im Rahmen der nationalsozialistischen Gleichschaltung ab 1934 auch Reichsaufgaben, obwohl der Name der Anstalt vorläufig unverändert blieb. Der WaBoLu gelang es, „sich in der Dichotomie der Staats- und Parteiinstitutionen eindrucksvoll zu behaupten“.  Zum April 1935 wurde Naumann Wissenschaftliches Mitglied der Anstalt. 1939 war Naumann ehrenamtlicher Fachschaftsgruppenwalter im Reichsbund Deutscher Beamter für die Gaufachschaft 12 (Länderbeamte, Gau Berlin).  Naumann wurde 1939 eingezogen und war im Zweiten Weltkrieg als Sonderbeauftragter für die Wasserversorgung des Heeres unter anderem in Frankreich und auf Kreta tätig. Dabei beschäftigte er sich auch mit Trinkwasserchlorierung und der sog. Ozonung. Im Dezember 1942 wurde Naumann zum Wissenschaftlichen Rat und zum Professor bei der nunmehr umbenannten Reichsanstalt für Wasser- und Luftgüte ernannt.
Nach dem Ende des Zweiten Weltkrieges war Naumann zunächst Wissenschaftler am Flusswasser-Untersuchungsamt in Hildesheim. Ab 1953 arbeitete er als Referent für Wasserhygiene, Erster Direktor und Professor beim Bundesgesundheitsamt erst in Koblenz und ab April 1958 (nach der Verlegung der Präsidialabteilung des Bundesgesundheitsamts) in Berlin. Vom 10. März 1960 bis 1965 war er als Professor Leiter des Instituts für Wasser-, Boden- und Lufthygiene in Berlin. Die nunmehrige Außenstelle des Instituts in Koblenz wurde unter seiner Mitwirkung im Jahr 1960 nach Düsseldorf verlegt und vom wissenschaftlichen Oberrat Gerhard Giebler geleitet.
1952–1962 war Naumann Obmann im Hauptausschuss Wasseraufbereitung im Deutschen Verein des Gas- und Wasserfachs e. V. und untersuchte im Auftrag des damaligen Bundesministeriums für Atomfragen Probleme der Abwasserbeseitigung bei Atomkraftanlagen.
Den Anspruch seiner Institutsführung umriss er zu Beginn seiner Tätigkeit als Institutsleiter wie folgt: Wasser „ist nicht nur nach seiner Menge, sondern längst auch hinsichtlich seiner Güte zur Mangelware geworden. Die Probleme einer allumfassenden Wassergütewirtschaft bilden die Hauptaufgabe des Instituts“, wobei eine „solche Bewirtschaftung unseres Wasserschatzes vom Staat planmäßig und großräumig betrieben“ werden müsse. Frank Uekötter fasst aus heutiger Sicht diesen Ansatz so zusammen: „Als Grundlinie lässt sich ein großes Vertrauen in wissenschaftliche Verfahren und technische Lösungen beschreiben – und ein Desinteresse an politischen Initiativen.“
Naumann gehörte zu den „prominentesten mitteleuropäischen Gegnern der Trinkwasserfluoridierung“.

## Auszeichnungen
- Bunsen-Pettenkofer-Ehrentafel (1960)[11]
- Großes Bundesverdienstkreuz (1970)

## Veröffentlichungen (Auswahl)
Bis 1965 hat Naumann „mehr als 100 Veröffentlichungen“ vorgelegt, u. a.:
- Beiträge zur chemischen Sensibilisation von Gelatinetrockenplatten, Gießen 1927 (Dissertation).
- Probleme der Verunreinigung von Grund- und Oberflächenwasser durch Mineralöle und Detergentien, Stuttgart 1960.
- 60 Jahre Institut für Wasser-, Boden- und Lufthygiene, Stuttgart 1961 (wiederabgedruckt in Dieter Bongert u. a. (Hrsg.), 100 Jahre Verein für Wasser-, Boden und Lufthygiene e.V.: 1902–2002, Berlin 2001, S. 133 ff.).
- Die Reinhaltung des Bodensees. Eine Lebensfrage für Südwest, Stuttgart 1961.
- Taschenbuch für das Gas- und Wasserfach, Teil 3: Zentrale Wasserversorgung, München 1963.